# Wiaczesław Dydyszko
Wiaczesław Dydyszko, ros. Вячеслав Иосифович Дыдышко (ur. 10 kwietnia 1949) – białoruski szachista, arcymistrz od 1995 roku.

## Kariera szachowa
W roku 1967 jedyny raz w swojej karierze wystąpił w finale indywidualnych mistrzostw Związku Radzieckiego, zajmując w Charkowie 42. miejsce wśród 126 uczestników (mistrzostwa rozegrano systemem szwajcarskim). Wielokrotnie zdobywał medale w indywidualnych mistrzostwach Białorusi, m.in. złote w latach 1965, 1971, 1973, 1979, 1980, 1982 (wspólnie z Piotrem Korzubowem), 1988, 1991 (wspólnie z Jewgienijem Moczałowem), 1998, 1999 i 2006.
Wystąpił w wielu międzynarodowych turniejach, sukcesy odnosząc m.in. w Mińsku (1981, memoriał Aleksieja Sokolskiego, II m. za Walerijem Czechowem), Polanicy-Zdroju (1983, memoriał Akiby Rubinsteina, I m.), Mińsku (1988, memoriał Sokolskiego, dz. II m. z Władimirem Małaniukiem, za Rustemem Dautowem), Bratysławie (1992, I m.), Berlinie (1995, turniej Berliner Sommer, dz. I m. wraz z Gadem Rechlisem, Matthiasem Wahlsem i Jonnym Hectorem), Ostrawie (1998, II m.), Świdnicy (2001, I m.), Rožnovie pod Radhoštěm (2002, dz. I m. wraz z Andrejem Kawalouem), Čartáku (2003, I m.), Świdnicy (2003, dz. I m. wraz z Łukaszem Cyborowskim), Ostrawie (2005, I m.) oraz w Litomyślu (2005/06, I m. i 2006/07, dz. I m.).
Od pierwszych lat 90. XX wieku należy do podstawowych zawodników reprezentacji swojego kraju. Pomiędzy 1994 a 2006 rokiem wystąpił we wszystkich siedmiu szachowych olimpiadach, w roku 1994 w Moskwie zdobywając srebrny medal za indywidualny wynik na V szachownicy. Poza tym, w latach 1992, 1997, 1999 i 2001 czterokrotnie brał udział w drużynowych mistrzostwach Europy.
Począwszy od roku 2000 jest stałym uczestnikiem rozgrywek o drużynowe mistrzostwo Polski, w barwach klubu AZS UMCS Lublin. Jest trzykrotnym medalistą tych zawodów: dwukrotnie srebrnym (2002, Lubniewice i 2006, Ustroń) oraz brązowym (2007, Ustroń).
W 2010 r. zdobył w Arco brązowy medal mistrzostw świata seniorów (zawodników pow. 60. roku życia).
Najwyższy ranking w dotychczasowej karierze osiągnął 1 lipca 2004 r., z wynikiem 2587 punktów zajmował wówczas 3. miejsce (za Aleksiejem Aleksandrowem i Aleksiejem Fiodorowem) wśród białoruskich szachistów.